# Panic room

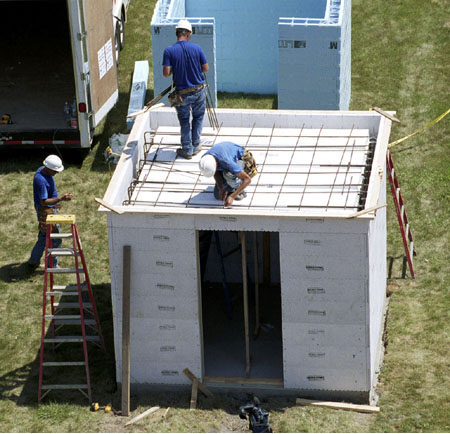
Costruzione di una camera antipanico

Una panic room (in italiano stanza antipanico o camera antipanico) è una stanza fortificata che viene installata in una residenza o azienda per fornire un riparo sicuro o un nascondiglio per gli abitanti in caso di irruzione, invasione domestica, tornado, attacco terroristico o diversa minaccia. Le camere sicure di solito contengono apparecchiature di comunicazione, in modo che sia possibile contattare le autorità di sicurezza dall'interno.

## Tecniche di costruzione

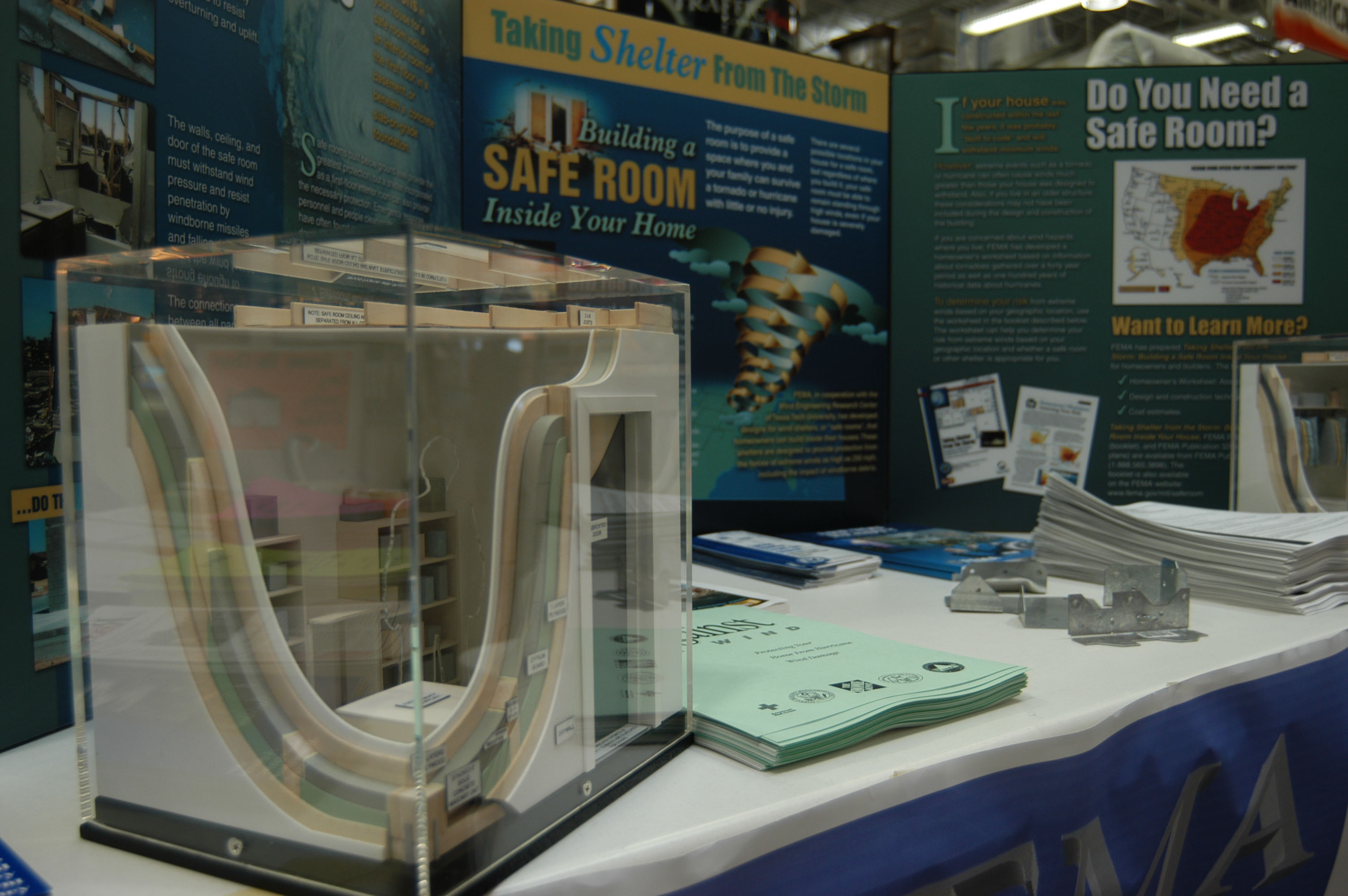
In questa immagine è possibile vedere un modello di una camera antipanico costruita per catastrofi naturali

La camera antipanico più semplice è un armadio con la porta a nucleo cavo sostituita con una porta a nucleo solido di livello esterno che ha una serratura di sicurezza, viti a cerniera più lunghe e viti a piastra resistenti al martellamento. A volte, il soffitto è rinforzato per impedire un facile accesso dallo spazio di scansione.
Le sale più costose hanno pareti e una porta rinforzata con fogli di acciaio, Kevlar o fibra di vetro resistente ai proiettili. Le cerniere e la piastra di battuta sono spesso rinforzate con viti lunghe. Alcune camere antipanico possono anche avere sistemi di ventilazione con ventilazione esterna e una connessione telefonica separata. Alcune sono collegate ad una galleria d'emergenza per agevolare una fuga all'esterno.
Le camere antipanico nel seminterrato o posizionate direttamente sulle fondamenta possono essere costruite con pareti in cemento, una tecnica di costruzione che normalmente non è possibile ai piani superiori di strutture con struttura in legno a meno che non vi sia un significativo rinforzo strutturale per l'edificio.
Il Dipartimento di Stato degli Stati Uniti usa spesso  griglie di sbarre in acciaio molto simili a una prigione per sigillare parti di una casa utilizzata dai membri del Servizio Esteri degli Stati Uniti all'estero quando vivono in città con un'alta minaccia di criminalità. In alcune città, l'intera area al piano superiore è circondata dalla griglia, così come ogni finestra e porta della casa. Altre case hanno porte in acciaio su una o più camere da letto che possono essere chiuse per garantire il tempo di arrivo delle forze di sicurezza.
Per forti tempeste o tornado, deve essere costruita una camera antipanico adatta a resistere a forti venti e detriti volanti, nell'eventualità che il resto della residenza venga gravemente danneggiato o distrutto. Le preoccupazioni specifiche includono:
- La camera antipanico deve essere adeguatamente ancorata alle fondamenta per resistere al ribaltamento e al sollevamento.
- Le pareti, il soffitto e la porta del rifugio devono resistere alla pressione del vento e resistere alla penetrazione di oggetti trasportati dal vento o detriti che cadono.
- Le connessioni tra tutte le parti della camera antipanico dovrebbero essere abbastanza forti da resistere alla separazione dal vento.
- Le sezioni delle pareti interne o esterne della residenza utilizzate come pareti della camera antipanico devono essere separate dalla struttura della residenza in modo tale che i danni alla residenza non provochino danni alla stanza.[2]

## Caratteristiche
Le camere antipanico possono contenere apparecchiature di comunicazione, come un telefono cellulare, un telefono fisso o un ricetrasmettitore radioamatoriale, in modo che le autorità di contrasto possano essere contattate. Potrebbe esserci anche un monitor per telecamere di sicurezza esterne e un sistema di allarme. Nelle stanze sicure di base, uno spioncino nella porta può essere utilizzato per uno scopo simile. Le camere sicure sono in genere provviste di articoli base di emergenza e di sopravvivenza come una torcia elettrica, coperte, un kit di pronto soccorso, acqua, cibo confezionato, strumenti di autodifesa, una maschera antigas e un semplice bagno portatile. Le sale di sicurezza di fascia alta possono avere un ripostiglio per armi, un sistema di filtrazione dell'aria a biodifesa che rimuove i contaminanti biologici e nucleari e un pulsante antipanico che blocca l'intera casa.
Le camere antipanico possono essere nascoste dietro molte funzioni domestiche, come specchi, armadi, librerie, librerie scorrevoli e persino caminetti.

## Cittadella sulle navi

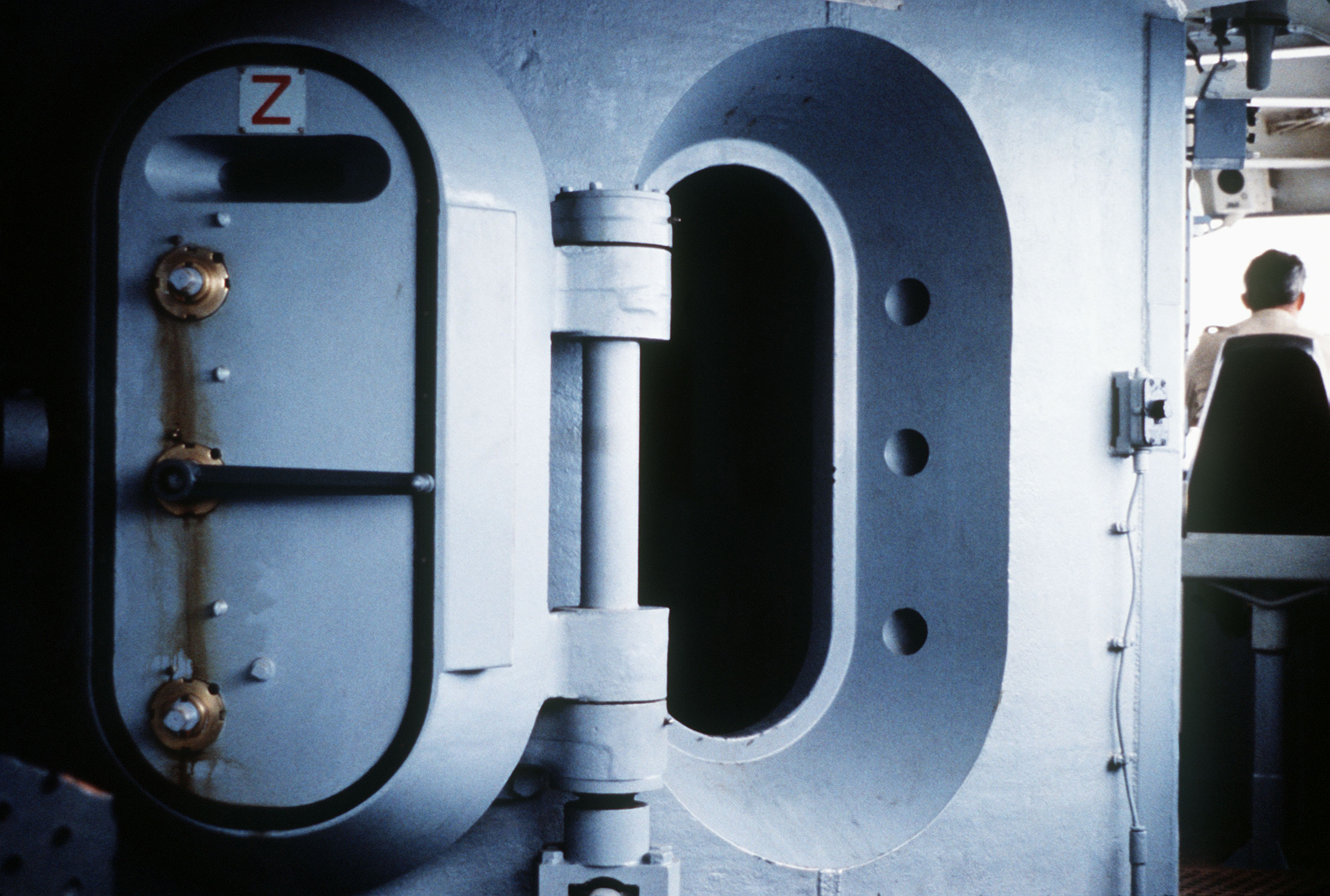
Panic room o Cittadella della USS New Jersey

Le navi da guerra con protezione CBRN hanno generalmente una camera antipanico, con un alto grado di protezione dell'armatura e un sistema di aria filtrata.

### Antipirateria
Le camere antipanico su navi civili, a volte chiamate "cittadelle", vengono sempre più spesso installate come contromisure contro la pirateria. Sotto attacco, l'equipaggio può ritirarsi nella camera antipanico e chiedere aiuto (che nel caso di navi di alcuni paesi può includere l'intervento di forze militari). A causa della natura della costruzione della nave, la camera antipanico è in genere costruita in una posizione nascosta all'interno di un vuoto all'interno della nave, per resistere agli sforzi dei pirati di trovare l'equipaggio prima dell'arrivo dell'aiuto. Queste stanze di sicurezza a volte dispongono di strutture per consentire all'equipaggio di disabilitare a distanza i motori e i sistemi elettronici della nave, rendendo impossibile per i pirati navigare la nave in un luogo diverso. La camera antipanico è anche tipicamente corazzata contro l'attacco fisico diretto, per consentire all'equipaggio di rimanere al sicuro per alcune ore, anche se fosse localizzata dai pirati, e per consentire alle forze di salvataggio la piena portata dell'uso delle armi, per riprendere la nave senza rischi per l'equipaggio.
Lo scopo della camera antipanico è quindi quello di negare ai pirati la cattura di ostaggi, la possibilità di spostare la nave in una posizione sfavorevole per i pirati e facilitare il recupero della nave con le armi da fuoco, senza rischi per la equipaggio. La ritirata dell'equipaggio in una camera antipanico potrebbe incoraggiare i pirati a lasciare la nave di propria volontà.
Le camere antipanico sono state utilizzate come misura difensiva nelle navi minacciate dalla pirateria in Somalia. Nel 2010, 4.185 marittimi furono attaccati e 1.090 presi in ostaggio, ma 342 si ripararono in una cittadella.